# Erasmo Buzzacchi
Erasmo Buzzacchi (Milano, 11 giugno 1930 – 3 febbraio 2006) è stato un fumettista italiano.

## Biografia
Si iscrisse all’albo dei giornalisti nel 1964 e iniziò a lavorare al quotidiano La Notte; amico dell'editore Andrea Corno, collaborò per molti anni con la sua omonima casa editrice divenendone direttore responsabile dal 1966 per testate come Kriminal, Satanik, le diverse testate della Marvel Comics  e molte altre per le quali cominciò poi anche a scriverne sceneggiature. Fu quindi autore di 43 episodi di Kriminal, 29 di Dennis Cobb, 14 di  Gesebel e 4 di Satanik.
Nel 1970 abbandonò l'incarico di direttore responsabile, anche per la pressione dovuta all'attenzione mediatica e giudiziale nei confronti dei fumetti neri italiani e passò nei primi anni settanta a collaborare con altri editori sempre come direttore responsabile oltre che come sceneggiatore di diversi tascabili erotici pubblicati da Società iniziative editoriali e da La Terza come Alcina la maga, Angelica, Baby Satan, I demoni o La vergine nera.
Fondò poi una propria casa editrice, la Editrice Kristina, per pubblicare fumetti western e per adulti che non ebbero però il successo sperato. Nei primi anni ottanta divenne  collaboratore delle collane Disney della Mondadori per le quali scrisse sceneggiature di storie a fumetti pubblicate su Topolino. Nello stesso periodo collaborò con un tabloid diretto da Maurizio Costanzo, L'Occhio, che gli permise di conoscere Elipio Zamboni, un fisioterapista che aveva introdotto in Italia il metodo della riflessologia del piede. Con Zamboni nacque un'amicizia e una collaborazione che portò alla pubblicazione di libri dedicati alla riflessologia e alla fondazione di una propria scuola per insegnarne le tecniche.